# Demo Mura
Demo Mura, all'anagrafe Nicodemo Mura (Assemini, 10 giugno 1962), è un attore, conduttore televisivo comico italiano.
Attivo sia in teatro che in televisione, negli anni ottanta e novanta ha partecipato a numerose trasmissioni televisive come Raffaella Carrà Show, Televiggiù e Domenica in, e condotto anche i varietà Patente da campioni e Seven Show.

## Biografia
Ha esordito in televisione nel 1988 facendo parte del cast comico della trasmissione di prima serata di Canale 5 Raffaella Carrà Show, condotta appunto dalla Carrà. Nell'autunno del 1989 è stato invece tra i comici del programma di seconda serata di Italia 1 Televiggiù, con la conduzione di Gianfranco D'Angelo, mentre l'anno successivo è stato nel cast di Leonardo, sempre in onda su Italia 1.
Nel 1991 è passato in Rai, dove ha animato la parte comica del programma quotidiano Piacere Raiuno e condotto insieme a Giancarlo Magalli, nella stagione 1992-1993, la trasmissione del mezzogiorno di Rai 1 Servizio a domicilio. Nella stagione 1993-1994 è stato nel cast di Domenica in, e ha condotto il varietà preserale di Rai 1 Patente da campioni.
Nel 1996 ha esordito alla conduzione portando al debutto il varietà di Italia 7 Seven Show, tornando in Mediaset nel 1998 per occuparsi nel nascente canale satellitare Happy Channel, per il quale ha condotto alcuni programmi come Duri quotidiani, in coppia con Antonella Elia, e Cocos Locos, insieme ad Ana Laura Ribas.
Successivamente, la sua attività televisiva si è gradualmente diradata in favore di quella cabarettistica, collaborando con il Bagaglino sia per spettacoli teatrali che per la trasposizione televisiva Barbecue. In televisione ha preso parte a Sì sì, è proprio lui (Rai 1, 2002), Assolo (La 7, 2003) e Stand Up (Sky, 2008). Ha inoltre lavorato come speaker radiofonico per Radio Kiss Kiss fino al 2014.

## Filmografia
- All'ultima spiaggia, regia di Gianluca Ansanelli (2012)

## Televisione
- Raffaella Carrà Show (Canale 5, 1988)
- Televiggiù (Italia 1, 1989)
- Leonardo (Italia 1, 1990)
- Piacere Raiuno (Rai 1, 1991-1992)
- Servizio a domicilio (Rai 1, 1993)
- Domenica in (Rai 1, 1993-1994)
- Patente da campioni (Rai 1, 1995-1996)
- Seven Show (Italia 7, 1996-1997)
- Duri quotidiani (Happy Channel, 1998)
- Cocos Locos (Happy Channel, 1998)
- Sì sì, è proprio lui (Rai 1, 2002)
- Assolo (La7, 2003)
- Barbecue (Canale 5, 2004)
- I Cesaroni episodio 11 (Canale 5, 2006)
- Stand Up (SKY, 2008)
- Magnámose tutto! (Canale 5, 2017)